# Esclavitud de los mapuches
La esclavitud de los indígenas mapuches fue permitida por la Corona Española en el Chile del siglo XVII, permitiéndose la propiedad de los indígenas capturados en acciones de guerra entre 1608 y 1683 en la Guerra de Arauco. Cuando los conquistadores españoles sometieron inicialmente a los habitantes indígenas de Chile, no había esclavitud formal sino una forma de servidumbre llamada encomienda. Sin embargo, esta forma de trabajo forzoso era dura y muchos mapuches terminarían muriendo en las minas de oro españolas en el siglo XVI.

## Principio de esclavitud formal
La esclavitud formal de los indígenas fue prohibida por la Corona española tras el levantamiento mapuche de 1598-1604 que terminó con la destrucción de las siete ciudades entre el Biobío y Chacao. El rey Felipe III declaró legal en 1608 la esclavitud de los mapuches atrapados en la guerra. Los mapuches rebeldes eran considerados apóstatas cristianos, por lo tanto, podían ser esclavizados de acuerdo con las enseñanzas de la iglesia de la época. Este cambio legal formalizó la esclavitud mapuche que ya estaba ocurriendo en ese momento, con los mapuches capturados siendo tratados como propiedad en la forma en que fueron comprados y vendidos entre los españoles. La legalización hizo que las incursiones esclavistas españoles fueran cada vez más comunes en la Guerra de Arauco. Los esclavos mapuche se exportaban al norte hasta La Serena y Lima.
Las incursiones españolas o malocas desempeñaron un papel importante en el desencadenamiento del levantamiento mapuche de 1655. Este levantamiento tuvo lugar en un contexto de aumento de las hostilidades españolas en nombre del maestre de campo Juan de Salazar, quien utilizó al Ejército de Arauco para capturar a los mapuches y venderlos como esclavos. En 1654, una gran expedición de caza de esclavos contra los Cuncos terminó en un completo desastre en la Batalla de Río Bueno. Este revés no detuvo a los españoles que bajo el liderazgo de Salazar organizaron una nueva expedición en el verano de 1655. Se dice que el propio Salazar se benefició enormemente de la trata de esclavos mapuche y que ser cuñado del gobernador Antonio de Acuña Cabrera le permitió ejercer influencia a favor de sus campañas militares. Analizando la situación en la década de 1650, la Real Audiencia de Santiago opinó que la esclavitud de los mapuches era una de las razones del constante estado de guerra contra los españoles.
Al igual que los españoles, los mapuches también habían capturado a españoles, a menudo mujeres, intercambiando su propiedad entre ellos. De hecho, con la Destrucción de las Siete Ciudades, los mapuches tomaron cautivas a 500 mujeres españolas, manteniéndolas como esclavas. No era raro que las mujeres españolas cautivas cambiaran de dueño varias veces.
La esclavitud de mapuches atrapados en la guerra fue abolida en 1683 después de décadas de intentos legales por parte de la Corona española de suprimirla. Para entonces, el trabajo mestizo libre se había vuelto significativamente más barato que la propiedad de los esclavos, lo que hizo que el historiador Mario Góngora en 1966 concluyera que los factores económicos estaban detrás de la abolición.
Este decreto de 1608 que legalizó la esclavitud fue aprovechado por colonos españoles en el archipiélago de Chiloé, que hacían pasar por prisioneros de guerra a indígenas huilliches que tenían encomendados y para lanzar incursiones contra indígenas nómades de los canales patagónicos que nunca habían estado bajo el dominio español y nunca se rebelaron,. Además, los españoles de Chiloé compraban y vendían esclavos que capturaban los chonos entre otros pueblos de más al sur.

## Abolición de la esclavitud mapuche
Felipe IV, sucesor de Felipe III, cambió de rumbo en la última parte de su reinado y comenzó a restringir la esclavitud mapuche. Felipe IV murió sin liberar a los esclavos indígenas de Chile, pero su esposa Mariana de Austria, sirviendo como regente, y su hijo Carlos II de España participaron en una amplia campaña contra la esclavitud en todo el Imperio español.
La campaña contra la esclavitud comenzó con una orden de Mariana de Austria en 1667 que liberaba a todos los esclavos indios en Perú que habían sido capturados en Chile. Su orden fue recibida con incredulidad y consternación en Perú. Sin excepción, liberó a los esclavos indios de México en 1672. Después de recibir una súplica del Papa, liberó a los esclavos del sur de los Andes. El 12 de junio de 1679 Carlos II emitió una declaración general por la que se liberaba a todos los esclavos indígenas de la América española. En 1680 se incluyó en la Recopilación de las leyes de Indias, una codificación de las leyes de Hispanoamérica. El gobernador Juan Enríquez de Chile resistió fuertemente, escribiendo protestas al rey y no publicando los decretos que liberaban a los esclavos indios. La cruzada real contra la esclavitud no acabó con la esclavitud indígena en las posesiones americanas de España, pero, además de resultar en la liberación de miles de esclavos, acabó con la implicación y facilitación por parte de los funcionarios gubernamentales de la esclavitud de los españoles; la compra de esclavos seguía siendo posible, pero sólo de esclavistas indígenas como los caribes de Venezuela o los comanches.